# Bitwa o Brisbane

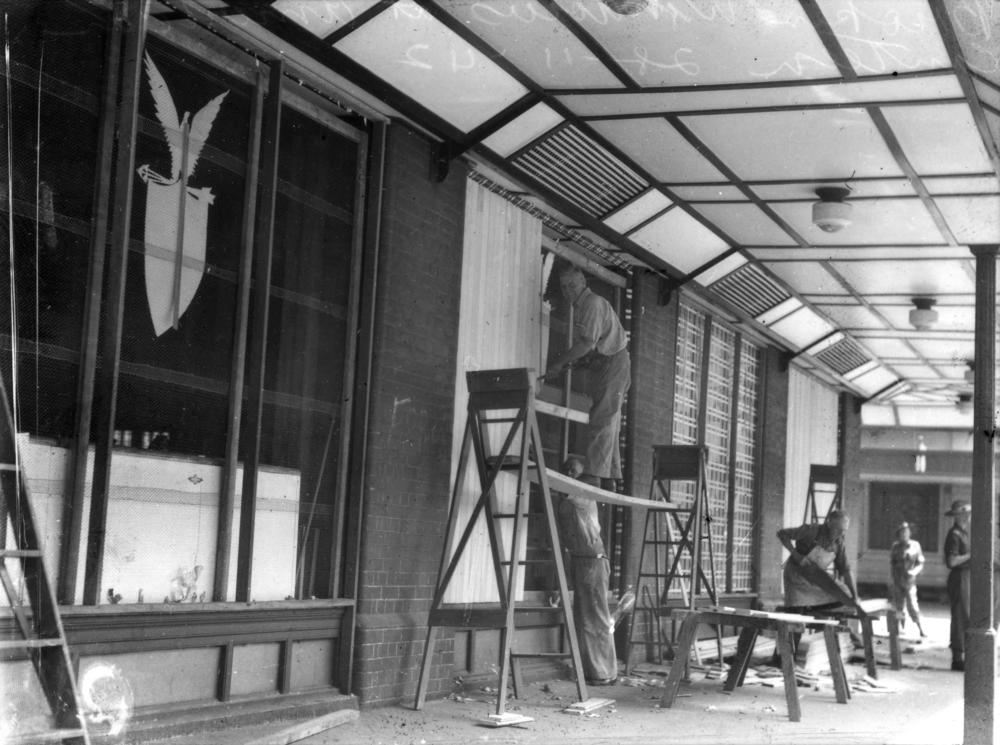
Robotnicy naprawiający zniszczone szyby amerykańskiej kantyny w Brisbane, 28 listopada 1942 roku

Bitwa o Brisbane – ironiczna nazwa zamieszek pomiędzy żołnierzami australijskimi i amerykańskimi 26–27 listopada 1942 roku na ulicach Brisbane.

## Tło
Pomimo propagandowego podkreślania sojuszu i przyjaźni pomiędzy oboma krajami, część żołnierzy traktowała sojuszników z pogardą – dotyczyło to zarówno Amerykanów, jak i Australijczyków oraz Nowozelandczyków. Pojawienie się bardzo licznych żołnierzy amerykańskich w słabo zaludnionej Australii zaburzyło stosunki społeczne – tylko w okolicach Brisbane, w największym zgrupowaniu amerykańskich obozów wojskowych w Australii, stacjonowało w sumie 150 tysięcy żołnierzy, a okresowo 300 tysięcy, podczas gdy miasto zamieszkiwało 330 tysięcy Australijczyków. Kłopotem były także kwestie rasowe, wśród amerykańskich żołnierzy liczni byli żołnierze czarnoskórzy.
Do starć wśród żołnierzy dochodziło w mieście kilkukrotnie, np. w połowie 1940 roku miały miejsce dwudniowe zamieszki między żołnierzami australijskimi z wojsk lądowych i lotniczych a w grudniu 1941 starcia australijskich żołnierzy i amerykańskich marynarzy z jednego z krążowników. Między 11 a 20 marca 1942 roku wybuchły zamieszki na tle rasowym między żołnierzami amerykańskimi, w efekcie których czarnoskórych żołnierzy przeniesiono na południową stronę rzeki Brisbane, a na moście ustawiono punkty kontrolne.

## Zamieszki
Do największych zamieszek, nazwanych „bitwą o Brisbane” doszło 26–27 listopada 1942 roku. Wzięło w nich udział kilka tysięcy żołnierzy australijskich i amerykańskich, a bezpośrednią przyczyną wybuchu walk była próba wylegitymowania amerykańskiego szeregowego Jamesa Steina z 404 Kompanii Łączności przez żandarmerię amerykańską. Stojący w towarzystwie pijanych Australijczyków żołnierz wdał się w kłótnię z żandarmami. Jeden z żandarmów zaatakował pałką jednego z Australijczyków, co doprowadziło do bójki. W krótkim czasie zasięg walk rozszerzył się. Do starć dołączać zaczęli kolejni żołnierze obu krajów, którzy rozładowywali w ten sposób narastające napięcie i niechęć do sojuszników. Starcia w mieście trwały dwa dni. Oficjalne statystyki mówią o jednym zabitym żołnierzu australijskim i kilkunastu rannych. Wśród Amerykanów 21 żołnierzy trafiło z obrażeniami do szpitali.

## Następstwa
Dowództwa obu armii wprowadziły po zamieszkach zasadę ścisłej kontroli potencjalnie agresywnych grup żołnierzy, surowo zaczęto egzekwować zakaz posiadania broni w czasie wolnym. Pomimo działań obu stron w celu załagodzenia sytuacji, jeden z amerykańskich kapelanów oskarżył Australijczyków o zaplanowanie zamieszek i bezczynność żandarmerii. Australijczycy zaś byli niezadowoleni z powodu bezkarności amerykańskiego żołnierza, który zastrzelił Australijczyka. Australijski sąd wojskowy skazał jednak za udział w zamieszkach tylko jednego żołnierza, któremu zasądzono karę sześciu miesięcy pozbawienia wolności.
Także w okresie późniejszym zdarzały się pojedyncze przypadki bójek między żołnierzami bądź zabójstw, np. 19 stycznia 1943 roku w Brisbane zastrzelono australijskiego marynarza. Do większych bójek doszło też w innych miastach Australii (np. zamieszki w Melbourne, 1942) i Nowej Zelandii (np. bitwa na Manners Street, 1943), choć miały one zdecydowanie mniejszą skalę niż w Brisbane.